# Biréfringence

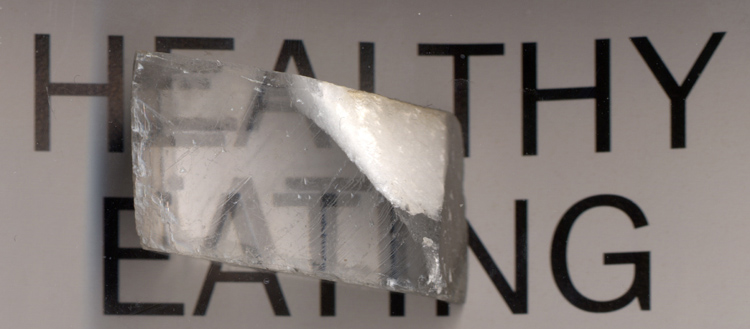
Le texte apparait en double après avoir traversé le cristal de calcite. C'est la double réfraction, un phénomène caractéristique des milieux biréfringents.

La biréfringence est la propriété physique d'un matériau dans lequel la lumière se propage de façon anisotrope. Dans un milieu biréfringent, l'indice de réfraction n'est pas unique, il dépend de la direction de polarisation de l'onde lumineuse.
Un effet spectaculaire de la biréfringence est la double réfraction par laquelle un rayon lumineux pénétrant dans le cristal est divisé en deux. C'est pourquoi, sur la photographie ci-contre, l'inscription apparaît en double après avoir traversé le cristal de calcite. Ce phénomène est caractéristique des milieux biréfringents, à tel point que les termes « double réfraction » et « biréfringence » sont parfois confondus. Le second tire d'ailleurs son étymologie du premier.
Lorsqu'on parle de biréfringence, on sous-entend en général biréfringence linéaire, c'est-à-dire qu'on considère les indices de réfraction pour des ondes polarisées rectilignement. Par analogie, on utilise parfois l'expression biréfringence circulaire pour désigner l'activité optique. En effet, ces deux phénomènes peuvent se décrire de manière très similaire, mais ils ont des origines microscopiques différentes.
Dans le cas particulier des matériaux biréfringents uniaxes, on appelle également biréfringence la valeur de la différence entre les indices de réfraction extraordinaire et ordinaire du matériau (voir la définition de ces termes). La biréfringence peut ainsi être positive ou négative.

## Historique

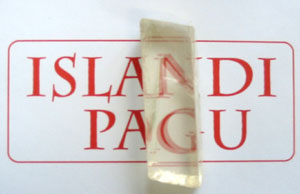
Exemple visuel d'une double réfraction.

On attribue généralement au danois Rasmus Bartholin la découverte de la biréfringence du spath d'Islande en 1669. Ce minéral possède une biréfringence très forte qui permet des observations à l’œil nu, observations que Bartholin décrit dans son ouvrage Experimenta crystalli Islandici en 1670. En 1690, le physicien hollandais Christiaan Huygens suppose que pour l'une des images observées à travers le cristal, les rayons suivent un trajet ordinaire. Mais, « pour la seconde image, le trajet des rayons n'obéit pas aux lois normales de la réfraction » et il propose d'utiliser des ellipsoïdes comme surfaces d'ondes. Il découvre également que la double réfraction disparaît, lorsque les rayons réfractés dans le plan de section principale sont parallèles à la direction de l'axe optique du cristal.

## Description des milieux biréfringents
On considère la propagation d'un rayon lumineux polarisé rectilignement dans un milieu biréfringent. De manière générale, la vitesse de cette onde, ou en d'autres termes l'indice de réfraction, dépend de la direction de polarisation du rayon. C'est le propre d'un milieu biréfringent.
Il existe cependant au moins une direction privilégiée pour laquelle l'indice est indépendant de la direction de polarisation. Une telle direction est appelée axe optique du milieu. Dans les milieux naturels, il existe alors deux possibilités correspondant à deux types de milieux :
- les milieux uniaxes qui possèdent un unique axe optique ;
- les milieux biaxes qui en possèdent deux.

Certains métamatériaux peuvent présenter plus de deux axes optiques. Il n'en sera pas question ici.

### Les milieux uniaxes
| Matériau                   | Système cristallin | no    | ne    | Δn     |
| -------------------------- | ------------------ | ----- | ----- | ------ |
| béryl                      | Hexagonal          | 1,602 | 1,557 | -0,045 |
| calcite CaCO3              | Trigonal           | 1,658 | 1,486 | -0,172 |
| calomel Hg2Cl2             | Tétragonal         | 1,973 | 2,656 | +0,683 |
| glace H2O                  | Hexagonal          | 1,309 | 1,313 | +0,014 |
| niobate de lithium LiNbO3  | Trigonal           | 2,272 | 2,187 | -0,085 |
| fluorure de magnésium MgF2 | Tétragonal         | 1.380 | 1.385 | +0.006 |
| quartz SiO2                | Trigonal           | 1.544 | 1.553 | +0.009 |
| rubis Al2O3                | Trigonal           | 1.770 | 1.762 | -0.008 |
| rutile TiO2                | Tétragonal         | 2.616 | 2.903 | +0.287 |
| Paratellurite TeO2         | Tétragonal         | 2.26  | 2.41  | -0.15  |
| saphir Al2O3               | Trigonal           | 1.768 | 1.760 | -0.008 |
| nitrate de sodium NaNO3    | Trigonal           | 1.587 | 1.336 | -0.251 |
| tourmaline                 | Trigonal           | 1.669 | 1.638 | -0.031 |
| zircon (max) ZrSiO4        | Tétragonal         | 1.960 | 2.015 | +0.055 |
| zircon (min) ZrSiO4        | Tétragonal         | 1.920 | 1.967 | +0.047 |

Les milieux uniaxes ont deux indices de réfraction principaux : on les appelle indices ordinaire et extraordinaire. Ils sont en général notés respectivement {\displaystyle n_{o}} et {\displaystyle n_{e}}. La différence {\displaystyle \Delta n=n_{e}-n_{o}} est alors appelée biréfringence (ou biréfringence absolue) du milieu. Pour la plupart des milieux, elle vaut en valeur absolue quelques pourcents.
On distingue deux cas selon le signe de la biréfringence :
- {\displaystyle \Delta n>0} : le milieu est dit uniaxe positif. L'ellipsoïde des indices a une forme allongée (en forme de cigare) ;
- {\displaystyle \Delta n<0} : le milieu est dit uniaxe négatif. L'ellipsoïde des indices a une forme aplatie (en forme de disque).

De très nombreux cristaux naturels sont uniaxes, comme le quartz ou la calcite.
Les cristaux uniaxes appartiennent aux systèmes cristallins trigonal, tétragonal ou hexagonal.

### Les milieux biaxes
Les milieux biaxes ont trois indices de réfraction principaux, généralement notés {\displaystyle n_{1}}, {\displaystyle n_{2}} et {\displaystyle n_{3}}.
| Matériau                                 | Système cristallin | nα    | nβ    | nγ    |
| ---------------------------------------- | ------------------ | ----- | ----- | ----- |
| borax Na2(B4O5)(OH)4·8H2O                | Monoclinique       | 1.447 | 1.469 | 1.472 |
| Sel d'Epsom MgSO4·7H2O                   | Monoclinique       | 1.433 | 1.455 | 1.461 |
| mica, biotite K(Mg,Fe)3(AlSi3O10)(F,OH)2 | Monoclinique       | 1.595 | 1.640 | 1.640 |
| mica, muscovite KAl2(AlSi3O10)(F,OH)2    | Monoclinique       | 1.563 | 1.596 | 1.601 |
| olivine (Mg,Fe)2SiO4                     | Orthorhombique     | 1.640 | 1.660 | 1.680 |
| pérovskite CaTiO3                        | Orthorhombique     | 2.300 | 2.340 | 2.380 |
| topaze Al2SiO4(F,OH)2                    | Orthorhombique     | 1.618 | 1.620 | 1.627 |
| ulexite NaCaB5O6(OH)6·5H2O               | Triclinique        | 1.490 | 1.510 | 1.520 |

Les cristaux biaxes appartiennent aux systèmes cristallins triclinique, monoclinique ou orthorhombique.

## Description mathématique, ellipsoïde des indices
L'indice de réfraction d'un milieu est lié à sa permittivité qu'on décrit mathématiquement par un tenseur d'ordre 2. Ce tenseur peut être représenté graphiquement par un ellipsoïde dont les longueurs des demi-axes sont les indices de réfraction principaux. C'est ce qu'on appelle l'ellipsoïde des indices. Cette construction graphique permet de visualiser la relation entre le champ électrique {\displaystyle E} et le déplacement électrique {\displaystyle D} ainsi que les directions des axes optiques.

### Principe
Soit un milieu optiquement anisotrope. L'indice optique {\displaystyle n} correspondant à la direction du vecteur unitaire d'excitation électrique {\displaystyle {\vec {d}}={\begin{pmatrix}p\\q\\r\end{pmatrix}}} vérifie l'équation {\displaystyle {\frac {p^{2}}{n_{x}^{2}}}+{\frac {q^{2}}{n_{y}^{2}}}+{\frac {r^{2}}{n_{z}^{2}}}={\frac {1}{n^{2}}}.}
En notant {\displaystyle x=n\,p}, {\displaystyle y=n\,q} et {\displaystyle z=n\,r}, on obtient l'équation de l'ellipsoïde des indices :
{\displaystyle {\frac {x^{2}}{n_{x}^{2}}}+{\frac {y^{2}}{n_{y}^{2}}}+{\frac {z^{2}}{n_{z}^{2}}}=1}
où {\displaystyle x,y,z} sont bien les coordonnées des points appartenant à un ellipsoïde. Les indices {\displaystyle n_{x}}, {\displaystyle n_{y}} et {\displaystyle n_{z}} sont donnés par les composantes {\displaystyle \varepsilon _{x}}, {\displaystyle \varepsilon _{y}} et {\displaystyle \varepsilon _{z}} du tenseur de permittivité électrique du milieu dans ses axes propres, dans l'approximation d'un milieu non magnétique : {\displaystyle n_{i}^{2}=\varepsilon _{r_{i}}} (avec {\displaystyle \mu _{r}=1} et {\displaystyle \varepsilon _{i}=\varepsilon _{0}\varepsilon _{r_{i}}})

### Interprétation physique
Considérons une onde plane électromagnétique. L'analyse vectorielle (en coordonnées cartésiennes) des équations de Maxwell permet de conclure que les vecteurs suivants sont coplanaires :
- {\displaystyle {\vec {D}}} (induction électrique) et donc le vecteur {\displaystyle {\vec {d}}=n{\frac {\vec {D}}{\|D\|}}} dont les coordonnées interviennent dans l'équation de l'ellipsoïde
- {\displaystyle {\vec {E}}} (champ électrique)
- {\displaystyle {\vec {k}}} (vecteur d'onde colinéaire à la direction de propagation de l'onde)
- {\displaystyle {\vec {P}}} (vecteur de Poynting colinéaire à la direction de propagation de l'énergie)

Le plan auquel appartiennent ces vecteurs est le plan de polarisation de l'onde. C'est le vecteur {\displaystyle {\vec {D}}} qui est perpendiculaire à {\displaystyle {\vec {k}}} dans les milieux matériels, et non {\displaystyle {\vec {E}}} comme c'est habituellement le cas dans le vide: la permittivité n'est pas scalaire.
De plus, on montre que le vecteur {\displaystyle {\vec {E}}} est normal à l'ellipsoïde au point d'intersection avec {\displaystyle {\vec {d}}}.
Tenant compte de cette condition et de la coplanarité de {\displaystyle {\vec {E}}}, {\displaystyle {\vec {k}}} et {\displaystyle {\vec {D}}}, seules deux orientations sont géométriquement permises pour {\displaystyle {\vec {D}}}. En effet, l'intersection du plan d'onde (plan perpendiculaire à {\displaystyle {\vec {k}}}, auquel appartient donc {\displaystyle {\vec {d}}}) avec l'ellipsoïde est une ellipse. Les conditions géométriques sont remplies dans 2 cas : lorsque {\displaystyle {\vec {D}}} est selon le petit axe et lorsqu'il est selon le grand axe de cette ellipse.
- Lorsque {\displaystyle {\vec {D}}} est colinéaire à {\displaystyle {\vec {E}}}, on parle de rayon "ordinaire". Rien de spécial n'arrive au rayon lumineux
- Il existe une autre configuration, qui donne lieu à un rayon extraordinaire. Cette dénomination lui est donnée en raison de la violation des lois de Snell-Descartes par ce rayon. Cette violation n'est pas paradoxale, car les lois de Descartes découlent elles-mêmes des équations de Maxwell dans un cas précis (l'isotropie cristalline), qui, elles, sont toujours vérifiées dans le cas de la biréfringence.

## Techniques et outils de mesure de la biréfringence
La mesure de la biréfringence d'un milieu est du ressort de la polarimétrie qui a pour objet plus général la mesure de la polarisation de la lumière. Partant d'un échantillon quelconque qu'on supposera transparent et homogène, une mesure de la biréfringence consiste à déterminer :
- l'orientation des axes propres de l'ellipse des indices ;
- la valeur de la biréfringence, c'est-à-dire la différence {\displaystyle \Delta n} entre les indices de réfraction valables pour des rayons lumineux polarisés suivant ces deux axes propres.

La mesure de la biréfringence se fera souvent à l'aide d'un polariseur et d'un analyseur, en plaçant l'échantillon à étudier entre ces deux éléments et en analysant les interférences qui résultent de la traversée du système optique constitué par l'ensemble de l'échantillon, du polariseur et de l'analyseur.

### Entre deux polariseurs
La mesure de la biréfringence se fait souvent à l'aide de deux polariseurs, lesquels sont des systèmes optiques qui, pour une lumière incidente arrivant sur ces systèmes permettent en sortie d'obtenir une lumière dont les champs électriques et magnétiques oscillent dans une seule direction de l'espace. Ces polariseurs sont appelés respectivement polariseur et analyseur, le polariseur étant à l'entrée du système optique que l'on utilise et l'analyseur en sortie du système, placé juste avant un système visuel ou projectif qui nous permettra d'observer la lumière résultante de la traversée du système. Il existe alors plusieurs méthodes pour mesurer la biréfringence de la lame étudiée, insérée entre le polariseur et l'analyseur avec ou sans d'autres systèmes optiques entre les deux polariseurs qui faciliteront ou préciseront la mesure de cette biréfringence.
- Entre deux polariseurs parallèles, et en notant δ la différence de marche due à la traversée du matériau biréfringent, on a {\displaystyle \delta =e\Delta n}, l'intensité de la lumière à la sortie du système optique étant : {\displaystyle I=I_{0}\cos ^{2}\left({\frac {\pi \delta }{\lambda }}\right)} pour une certaine longueur d'onde λ et I0 intensité lumineuse incidente.
- Entre deux polariseurs croisés, et en notant δ la différence de marche due à la traversée du matériau biréfringent, on a {\displaystyle \delta =e\Delta n}, l'intensité de la lumière à la sortie du système optique étant : {\displaystyle I=I_{0}\sin ^{2}\left({\frac {\pi \delta }{\lambda }}\right)} pour une certaine longueur d'onde λ et I0 intensité lumineuse incidente.

Les différentes méthodes de mesure de la biréfringence s'appuient alors sur ces formules pour retrouver l'expression de la différence de marche et donc de la biréfringence.

#### Échelle des teintes de Newton
Une méthode est alors d'éclairer le système à l'aide d'une lumière blanche et de déterminer la différence de marche, puis la biréfringence avec l'échelle des teintes de Newton à centre noir ou à centre blanc selon que les polariseurs soient croisés ou parallèles. Cette méthode manque toutefois de précision car il faut alors distinguer à l'œil nu une certaine teinte et l'échelle établie par Auguste Michel-Levy donne des différences de marche parfois écartées de plus de 100 nm l'une de l'autre.

#### Méthode des spectres cannelés
Une autre méthode est la méthode dite des spectres cannelés. Elle consiste à analyser le spectre de la lumière blanche qui après traversée du système optique présente des cannelures, ou des minimums d'intensité pour certaines longueurs d'onde en raison des interférences dues à la traversée de la lame pour déterminer la biréfringence.
L'ensemble polariseur, analyseur et échantillon est inséré entre un objectif et un oculaire, le système optique ainsi formé étant appelé microscope polarisant. En éclairant ce système optique avec une lumière blanche, il se manifeste alors des interférences en sortie du système optique. On peut en particulier observer des cannelures dans le spectre de la lumière en sortie du système optique. Ces cannelures seront observées à l'aide d'un spectromètre.
Entre deux polariseurs croisés, une extinction de l'intensité pour une longueur d'onde λ correspond un ordre d'interférence {\displaystyle p={\frac {\delta }{\lambda }}} entier, donc pour toutes les cannelures présentes dans le spectre, il existe un entier k tel que {\displaystyle \delta =\lambda k}. La mesure de longueur d'onde entre deux cannelures successives dont les ordres d'interférences sont en principe k et k+1 permet de déterminer k sachant que la différence de marche est approximativement la même quelle que soit la longueur d'onde (aux variations de Δn près), il suffit alors de résoudre une équation à une inconnue: {\displaystyle k\lambda _{1}=(k+1)\lambda _{2}} pour déterminer k, donc δ puis Δn.
La même méthode est également possible avec les polariseurs parallèles. Le seul calcul final de la différence de marche est alors modifié : en effet l'ordre d'interférence pour une cannelure sombre est alors {\displaystyle p=k+{\frac {1}{2}}} avec k entier, ce qui ne modifie pas le calcul de k mais modifie celui de la différence de marche.
Si la biréfringence dépend de la longueur d'onde, par la même méthode on obtient k non entier: pour trouver la véritable valeur de k, il faut alors prendre en compte le fait que la biréfringence donc la différence de marche diminue lorsque la longueur d'onde augmente.

#### Méthode de la lame quart d'onde
Il est également possible d'utiliser une lame à retard dite lame quart d'onde pour mesurer la biréfringence
.

#### À l'aide d'un compensateur
La mesure de la biréfringence peut se faire à l'aide d'un dispositif optique composé de deux prismes : le compensateur de Babinet.

### Méthode du dédoublement des spectres cannelés
Cette méthode consiste de nouveau à analyser le spectre de la lumière blanche après traversée d'une lame d'un matériau biréfringent. Cette fois cependant les interférences dues à la biréfringence de la lame n'interviendront pas et même devront être négligeables, cette méthode est alors adaptée pour mesurer des biréfringences assez petites.
Une lame d'indice n non biréfringente, peut être considérée comme un système interférométrique. Les interférences se produisent entre les rayons arrivant sur la lame et traversant la lame et les rayons réfléchis deux fois avant de traverser la lame (les autres réflexions étant négligées). Pour des rayons arrivant dans la lame avec un angle θ par rapport à la normale au dioptre formé par l'interface air/lame et traversant la lame avec un angle θ'( θ et θ' reliés par la loi de Snell-Descartes ), la différence de marche entre les rayons est {\displaystyle \delta =2ne\cos(\theta ')} avec e épaisseur de la lame. En incidence normale (θ=θ'=0), soit p l'ordre d'interférence : {\displaystyle p={\frac {2ne}{\lambda }}} pour une longueur d'onde λ. Les interférences sont destructives pour p demi-entier et constructives p entier, par conséquent l'intensité lumineuse après traversée de la lame sera minimale pour {\displaystyle \lambda ={\frac {2ne}{k+{\frac {1}{2}}}}} et maximale pour {\displaystyle \lambda ={\frac {2ne}{k}}}. Toutefois le contraste de ces interférences sera mauvais pour certains indices par exemple les indices du verre. On insérera alors la lame d'indice n entre les deux lames d'un interféromètre de Fabry-Perot dont les lames auront un indice nous permettant d'obtenir un bon contraste . Après la traversée de ce système par une lumière blanche arrivant de l'infini, le spectre de cette lumière présentera des pics d'intensité, donc des cannelures aux longueurs d'onde {\displaystyle \lambda ={\frac {2ne}{k}}}.
Si la lame est une lame biréfringente telle que la différence de marche à la traversée de la lame soit très petite devant les longueurs d'onde du spectre visible (donc telle que les interférences dues à la biréfringence de la lame soit négligeables), on observera alors un dédoublement des cannelures du spectre : les cannelures seront observées aux longueurs d'onde {\displaystyle \lambda _{e}={\frac {2n_{e}e}{k}}} et {\displaystyle \lambda _{o}={\frac {2n_{o}e}{k}}}. Si on connaît l'indice moyen de la lame {\displaystyle n={\frac {n_{e}+n_{o}}{2}}} alors il suffit de mesurer la différence entre λe et λo notée δλ pour un même ordre k (facilement repérable pour ne et no très proches) pour en déduire la biréfringence. La différence de marche entre les deux chemins optiques correspondant étant {\displaystyle \delta =2e\Delta n=k\delta \lambda } on obtient en notant λ la longueur d'onde moyenne {\displaystyle \Delta n={\frac {k\lambda }{2e}}{\frac {\delta \lambda }{\lambda }}=n{\frac {\delta \lambda }{\lambda }}}.
On utilisera un système de lentilles minces pour envoyer sur le système une lumière à l'infini ayant très peu d'ouverture sur l'ensemble composé du Fabry-Perot et de la lame puis, avec un autre système de lentilles, renvoyer la lumière résultante sur un spectromètre pour mesurer δλ et λ. L'indice moyen de la lame peut être connu à partir de plusieurs méthodes, par exemple avec un réfractomètre d'Abbe. À l'aide de ces deux mesures, on obtient la biréfringence Δn.

## Biréfringence induite
Il est possible de créer de la biréfringence dans un milieu optiquement isotrope de plusieurs manières.

### Par un champ électrique
- On parle d’effet Pockels ou effet électro-optique du premier ordre lorsque la biréfringence est proportionnelle au champ électrique appliqué. Cet effet se produit dans les cristaux non centro-symétriques.
- Si la biréfringence est proportionnelle au carré du champ électrique on parle d’effet Kerr. L’effet Kerr peut intervenir pour des gaz et des liquides. Pour les cristaux il est généralement négligeable devant l’effet Pockels qui est beaucoup plus fort, sauf pour les cristaux ferroélectriques proches de la température de Curie tels que la pérovskite.
- L’effet Kerr s’observe également à très haute intensité : il peut être produit par le champ électrique même du rayon lumineux. On parle alors d’effet Kerr optique, et l’indice de réfraction varie linéairement avec l’intensité lumineuse. C’est cet effet qui est à l’origine du self-focusing (auto-focalisation) des faisceaux lasers de très forte intensité.

### Par un champ magnétique
- L’effet Faraday est une biréfringence circulaire ou pouvoir rotatoire qui apparaît si on applique un champ magnétique statique ou de basse fréquence parallèlement à la direction de propagation du rayon lumineux. La biréfringence créée est proportionnelle au champ magnétique. On parle alors de biréfringence magnétique circulaire. Cet effet est utilisé dans les isolateurs de Faraday, ou diodes optiques en télécommunications.
- L’effet Cotton-Mouton (découvert par Kerr (1901) et étudié par Majorana (1902) puis Cotton et Mouton (1904)), appelé parfois effet Voigt exhibe une biréfringence induite par un champ magnétique perpendiculaire à la direction de propagation. La biréfringence est alors proportionnelle au carré du champ appliqué. Il s’agit d’une biréfringence linéaire et non circulaire. L’effet est faible sauf dans des cas particuliers (suspensions colloïdales avec particules métalliques). Il existe également un effet Cotton-Mouton dans le vide (biréfringence magnétique du vide).
- L'effet Kerr magnéto-optique (en) s’observe par réflexion sur une surface d’un matériau soumis à un champ magnétique. Ces effets sont proportionnels au champ magnétique, comme l’effet Faraday, mais ne s’apparentent pas à la biréfringence. Une application bien connue est celle des disques et lecteurs magnéto-optiques.

### Par une contrainte mécanique
Les cristaux soumis à des contraintes mécaniques peuvent présenter une biréfringence : on parle de photoélasticité. Lorsque le matériau est transparent, cet effet permet de visualiser les contraintes par interférométrie.
Les liquides peuvent également présenter une biréfringence sous contrainte mécanique. Les contraintes étant généralement observées en régime d’écoulement stationnaire, on parle de biréfringence d’écoulement.

## Applications
Il existe de nombreuses applications de la biréfringence.

### Fabrication d'instruments d'optique
Les propriétés de double réfraction de cristaux tels que le quartz ou la calcite sont utilisées en optique pour former des polariseurs (prisme de Glan-Thompson, prisme de Glan-Taylor, prisme de Nicol…) ou des diviseurs de faisceaux (prisme de Rochon et prisme de Wollaston). On peut aussi utiliser le double indice de réfraction pour fabriquer des lames à retard.

### Microscopie en lumière polarisée

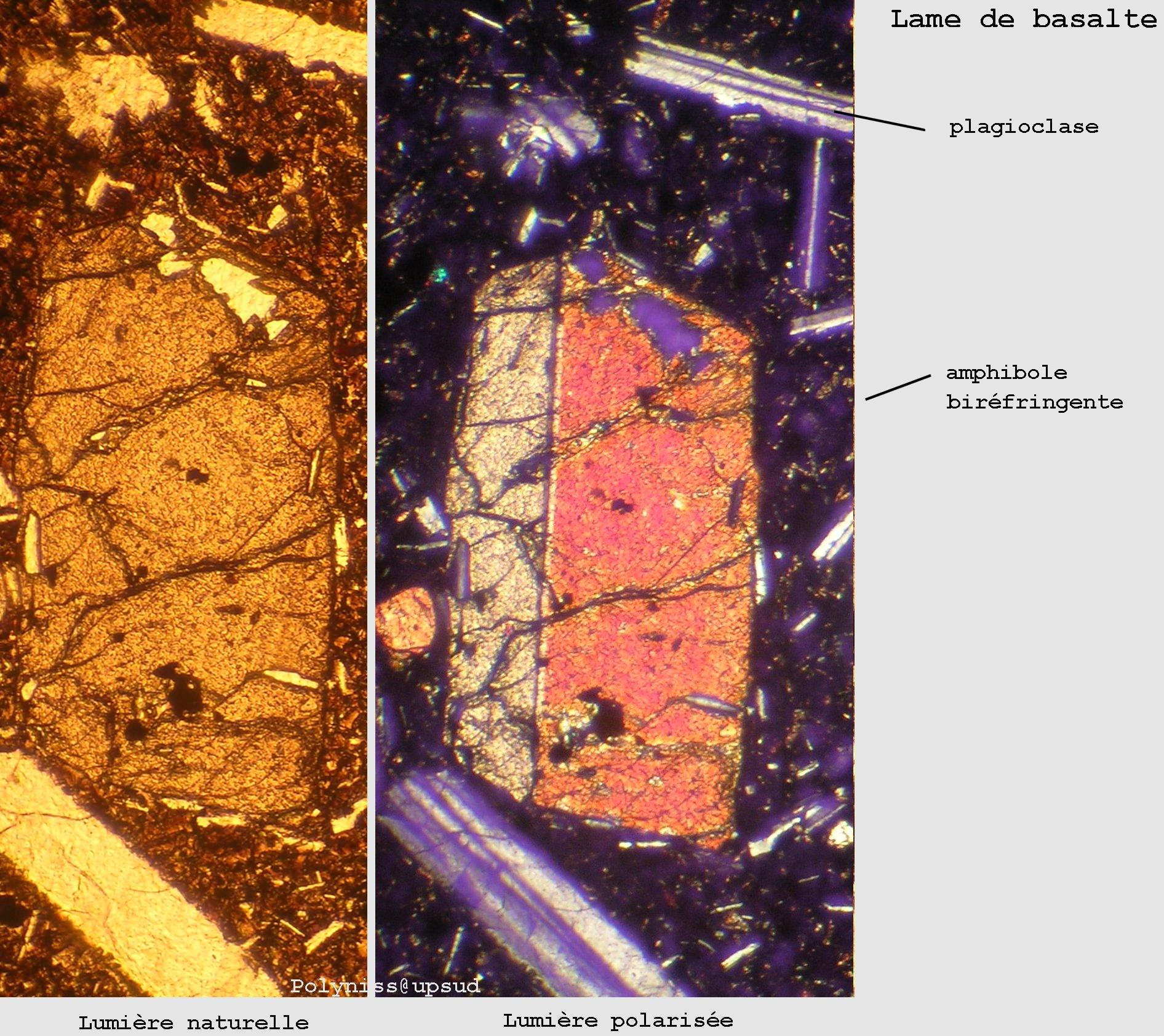
Biréfringence dans un basalte.

La biréfringence est largement utilisée en microscopie. Le contraste interférentiel de Nomarski et les microscopes polarisants permettent de visualiser des objets de faible contraste : les deux rayons dus à la biréfringence peuvent interférer entre eux. Un des deux rayons, en traversant l'objet à étudier, prend du retard par rapport à l'autre, et l'interférence obtenue dépend de ce retard. Ce microscope permet donc d’observer directement les variations d’épaisseur d’un objet transparent. Cette technique permet de différencier, dans un minéral, différents cristaux de biréfringences différentes, qui apparaîtront avec une couleur et une luminosité différente.

### Photoélasticimétrie
La photoélasticité des matériaux permet de visualiser les contraintes présentes à l'intérieur par la méthode de photoélasticimétrie.

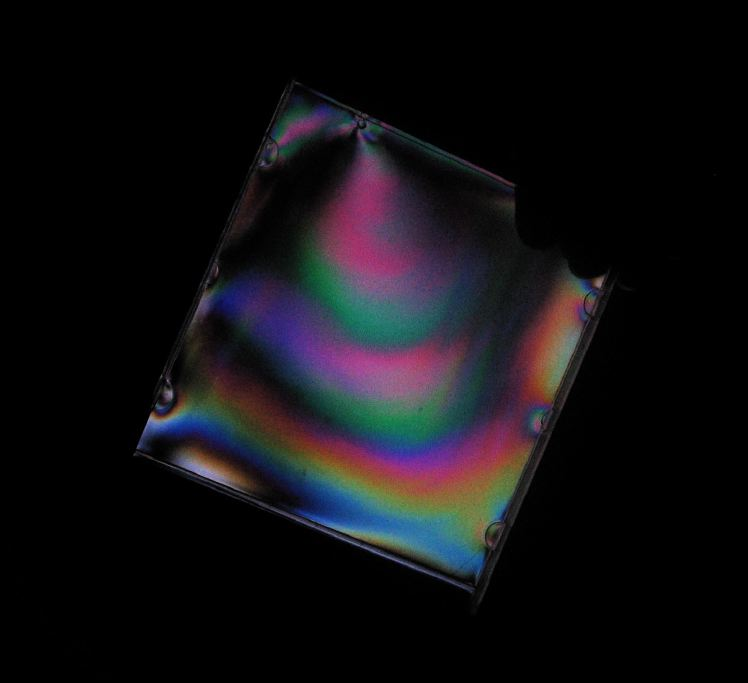
Image obtenue par photoélasticimétrie.

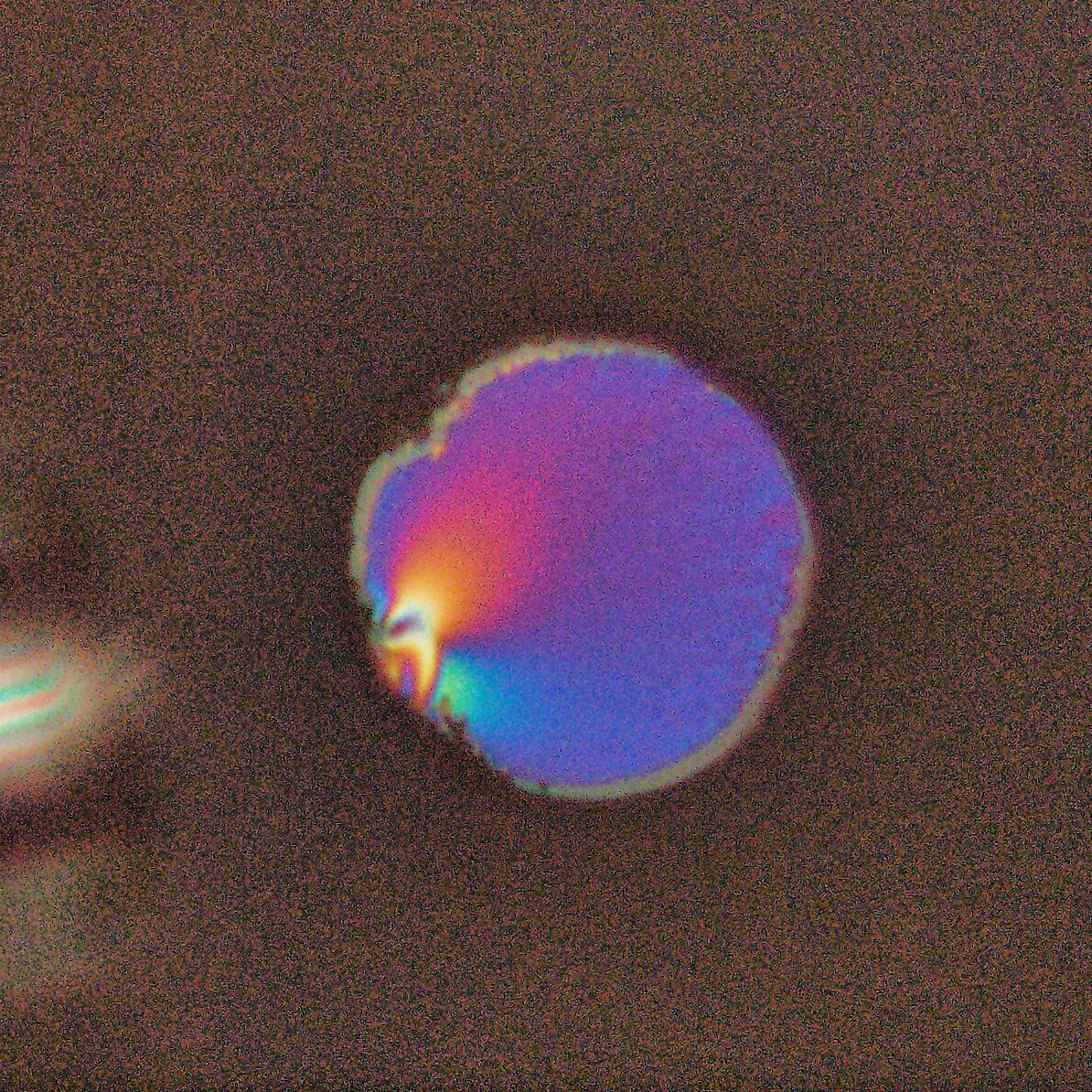
Profil d'une fibre optique obtenue par photoélasticimétrie

### Utilisation (hypothétique) par les navigateurs vikings
Certains textes nordiques anciens (ou sagas) indiquent que les navigateurs vikings utilisaient une mystérieuse « Pierre de navigation » ou « Pierre de soleil » pour accomplir des traversées océaniques hors de vue des côtes (Islande, Groenland , voire Terre-Neuve et Canada) et améliorer l'empirique navigation à l'estime. La nature et l'usage de cette pierre reste cependant objet de controverses scientifiques.
Jusque vers les années 60 l'hypothèse la plus communément admise était l'usage d'une boussole magnétique , utilisant peut-être du fer de météorite (naturellement magnétisé) mais une autre théorie, proposée notamment par l'archéologue danois Thorskild Raskou, émet l'hypothèse de l'utilisation d'un cristal biréfringent (comme de la calcite) pour retrouver la direction du soleil par temps de brume ou crépusculaire.
Sans que cela puisse valoir confirmation absolue, une telle utilisation d'une pierre de calcite (Spath d'Islande) a été testée lors d'une reconstitution de navigation transatlantique sur les routes maritimes empruntées par les Vikings et s'est révélée d'une certaine utilité pour déterminer la direction du soleil par temps de brouillard.